# Molen van Standdaarbuiten
De Molen van Standdaarbuiten of Persephone is een voormalige stellingmolen in het plaatsje Standdaarbuiten (gemeente Moerdijk). Het is een ronde stenen stellingmolen die in 1786 werd gebouwd, ter vervanging van een eerdere omgewaaide standerdmolen. In 1858 werd er in de loods naast de molen een stoommachine geplaatst, waarmee in windstille perioden kon worden gemalen.
In 1921 werd gestopt met het op de wind malen. De molen werd onttakeld en de onderdelen werden verkocht. Op het einde van de Tweede Wereldoorlog kwam Standdaarbuiten onder vuur te liggen. De molenromp werd door granaten getroffen, waarna hij werd afgeknot tot aan de maalzolder. De romp raakte in verval tot in 2008 een stichting werd opgericht om de romp te behouden, waarbij hij functioneert als expositieruimte en af en toe als werkruimte voor allerhande creatieve workshops en cursussen. In de molen zijn nestkastjes aangebracht waarin gierzwaluwen kunnen nestelen. Dankzij kleine cameraatjes in de nestkastjes kan men zien wat er daar gebeurt.